# Anthracophagella albovariegata
Anthracophagella albovariegata är en tvåvingeart som först beskrevs av Thomson 1869.  Anthracophagella albovariegata ingår i släktet Anthracophagella och familjen fritflugor. Inga underarter finns listade i Catalogue of Life.